# Исахая Сигэтанэ
Исахая Сигэтанэ (яп. 諫早 茂孫, 26 июля 1825 — 5 апреля 1866) — самурай княжества Сага периода Эдо, 14-й глава рода Исахая.

## Биография
Родился 26 июля 1825 года как третий сын Исахаи Сигэхиро, 12-го владетеля деревни Исахая. Его детское имя — Магокуро (孫九郎).
В марте 1848 года его старший брат и 13-й глава рода Сигэтака умер от болезни. Поскольку сын брата, Такэхару, был ещё мал, Сигэтанэ унаследовал главенство в семье.
В 1849 году, когда американский военный корабль «Пребл» прибыл в Нагасаки, возглавил экстренный отряд для охраны порта. В 1850 году даймё Набэсима Наомаса освободил молодых старших вассалов, включая Сигэтанэ и Набэсиму Сигэхару, от ежедневной службы, приказав им посвятить себя изучению наук и боевых искусств в княжеской школе Кодокан.
В марте 1853 году ушёл в отставку, передав главенство племяннику Такэхару. После отставки его в семье почтительно называли Оданна-сама (大旦那様), что означало «великий хозяин».
Исахая Сигэтанэ умер 5 апреля 1866 года в возрасте 40 лет. Был похоронен в семейном храме Тэнъю-дзи в Исахае. Его старший сын Иэтака, унаследовавший семейное главенство после Исахаи Итигаку, стал 17-м главой рода Исахая.